# 讃岐国大日記
『讃岐国大日記』（さぬきこくだいにちき）は、江戸時代に成立した讃岐国の歴史書。
石清尾八幡宮の神官・友安盛員による編纂で、讃岐の史書や地誌の中では、現存最古の承応元年（1652年）に著された。神代の『古事記』の国産みから慶安4年（1651年）の徳川家綱の征夷大将軍補任までを、漢文の編年体で記す。寛文元年（1661年）本が香川県立図書館に所蔵される。
続編として、『続讃岐大日記』と『続々讃岐大日記』がある。